# Greci
Grecii (greacă: Έλληνες - ellenes) reprezintă o grupă etnică și o națiune care populează Grecia din secolul al XVII-lea î.Hr. până în prezent. Astăzi Grecii pot fi întâlniți în peninsula greacă a Europei de sud (sudul Peninsulei Balcanice) și în Cipru. Din Antichitate până în primul sfert al secolului al XX-lea Grecii erau răspândiți în peninsula greacă, pe coastele mărilor Egee și Neagră, în special cele ale Anatoliei, Pontului și Asiei Mici, la Constantinopol și Alexandria Egipteană, regiuni care coincideau cu aria coloniilor grecești antice și cu întinderea, până în secolul al VII-lea, a Împărăției romane de Răsărit, ulterior denumită „Bizantină”, de cultură majoritar greacă. După secolul al XV-lea, aproape toți Grecii au devenit supuși ai Turcilor, iar după războiul Greco-Turc (1919-1922), populația greacă din Turcia a fost fie măcelărită, fie turcizată și islamizată, fie strămutată, astfel încât Grecii au ajuns aproape în totalitate în interiorul granițelor Greciei de astăzi. Alte grupuri etnice grecești sunt răspândite începând din Italia de Sud și până în Caucaz, precum și în diaspora în diferite țări.

## Identitatea poporului grec
La Greci, identitatea națională se definește prin limba greacă, prin credința cel puțin nominală creștin-ortodoxă, din secolul al V-lea până astăzi și prin moștenirea istorică, arheologic, epigrafic și literar documentată timp de aproape 3 milenii.

## Limbă
Grecii vorbesc limba greacă, o limbă indo-europeană ce reprezintă o categorie în sine, care se pare că are legături cu limba armeană și cu limbile indo-iraniene. Literatura greacă are o continuitate istorică de peste 3.000 de ani, care o face să fie una dintre cele mai vechi ramuri ale familiei de limbi indo-europene. Alfabetul grec este utilizat în scriere încă din secolul IX î.Hr. Greaca modernă este, față de limba elenă clasică din vremea lui Pericle (secolul V î.Hr.) într-o continuitate similară cu cea dintre limba latină și limba română. De altfel, limba greacă actuală are trăsături lingvistice comune cu limba română, limba albaneză și limba bulgară; a absorbit numeroase cuvinte străine, în principal de origine vest-europeană sau turcă.

## Influență culturală
Cultura elenică a avut, în mai multe perioade, o mare influență asupra altor popoare: în Antichitate, limba elenică „koinè” a fost lingua franca din Italia de Sud până în actualul Pakistan și din Crimea până în Egipt; în Evul Mediu, a transmis Europei, Arabilor și Turcilor tezaurul literar, filozofic, juridic, artistic și tehnic al Antichității, iar Bulgarilor, Sârbilor și Rușilor forma ortodoxă a creștinismului; însfârșit în perioada modernă a contribuit la occidentalizarea Imperiului Otoman și la redescoperirea, de către Europenii apuseni, a elenismului antic și bizantin.

## Istoria migrărilor grecilor
Anumite evenimente istorice importante au fost incluse mai jos, însă această cronologie nu este menită să redea toate evenimentele istorice care nu au legătură cu migrațiile. În Istoria Greciei există informații bogate legate de contextul istoric în care au avut loc toate aceste migrații.
- Înainte de secolul XXI î.Hr.: — popoare indo-europene proto-grecești migrează în Balcani (popoarele anterioare, spuse „pelasge”, sunt asimilate).
- Secolul XX î.Hr.: — se așează în regiunea ulterior numită Macedonia, de unde treptat ajung în Grecia peninsulară.
- Secolul XVII î.Hr.: — Aheii și Ionienii se așează în peninsula Greciei (civilizația miceniană) profitând de declinul civilizației minoice, datorat se pare erupției vulcanului Thera.
- Secolul  XIII î.Hr.: — Aheii și Ionienii se așează în insulele mării Egee și în Asia Mică.
- Secolul  XI î.Hr.: — Dorienii se așează în Grecia peninsulară.
- Secolul IX î.Hr.: — are loc o intensă colonizare a Asiei Mici.
- Secolul VIII î.Hr.: — primele colonii importante se stabilesc în Sicilia și sudul Italiei („Marea Grecie”).
- Secolul V I î.Hr.: — numeroase colonii sunt întemeiate pe țărmurile mărilor Mediterană și Negră.
- Secolul IV î.Hr.: — Alexandru cel Mare și generalii lui („diadohii”) stabilesc colonii grecești și răspândesc elenismul în Egipt și în Asia până la fluviile Amudaria și Indus.
- Secolul II î.Hr.: — cucerirea Greciei de Republica Romană. Migrația unor greci la Roma ca dascăli, ingineri, negustori.
- Secolul IV: — separarea Imperiului Roman de Răsărit (ulterior denumit „bizantin”) de cel de Apus. Elenismul secular din partea orientală a imperiului roman, formează prin creștinare ceeace istoricii denumesc „civilizația bizantină”: numeroși Greci migrează atunci în Spania de Sud, Africa de Nord și Italia, consecutiv cuceririlor lui Belisarie.
- Secolul VII: Slavii cuceresc Balcanii și teritorii din Grecia peninsulară: au loc noi migrații grecești spre sudul Italiei.
- Secolele XI-XV: Turcii cuceresc Anatolia și peninsula Balcanică, provocând migrații grecești spre Italia; la căderea Constantinopolului, numeroși cărturari greci se stabilesc la Florența, Roma și Veneția unde participă la Renașterea timpurie.
- Secolele XVII-XVIII: noi migrații grecești aduc spre Principatele române, Imperiul Rus și țările Europei de Apus dinastii de cărturari, militari, negustori și aristocrați spuși „Fanarioți” (deși doar o minoritate provine din cartierul „Fanarului” din Constantinopol).
- Secolele XIX-XX: cele mai recente migrații grecești de jur împrejurul Mării Mediterane și în marile orașe ale lumii occidentale sunt legate de pescuit  și navigație (migrații marinărești), de industrializare și de comerț (migrații economice), de studii (mulți greci plecați la studiat peste hotare rămânând în străinătate), de cultură (artiștii greci făcând mai ușor carieră în Occident, decât în Grecia), sau de violențele istorice (expulzarea Grecilor din Turcia, Siria, Liban și Egipt, dictatura din Grecia, evenimentele din Cipru).